# Las Gambas al Ajillo
Las Gambas al Ajillo o Gambas al Ajillo fue un grupo teatral argentino que se inició en el underground porteño de los años ’80, formado por las actrices Alejandra Flechner, María José Gabin, Verónica Llinás y Laura Markert. Estuvieron en escena desde 1986 hasta 1994.  Su estilo de humor fue provocador, satírico e irreverente.

## Contexto histórico
Iniciada la democracia, después de la dictadura cívico-militar (1976-1983), comenzó a generarse un importante movimiento cultural que se manifestó en los distintos géneros de la expresión artística.
En Buenos Aires surgen centros como El Parakultural, Cemento, Mediomundo Varieté, Parakafé, Centro Cultural Rojas y otros que dan cabida a los nuevos artistas.

## Comienzos del grupo
La formación se inicia con María José Gabin, Laura Markert y el saxofonista Damián Toppino, quienes deciden montar un espectáculo; pronto Toppino abandona el grupo y en breve se suma Alejandra Flechner.
El primer espectáculo que hicieron juntas, en el Centro Parakultural, se componía de tres performances: “Las enfermeritas”, “La cartera” y “Modesta proposición”.
Un tiempo después se unió Verónica Llinás y el grupo quedaría conformado por estas cuatro actrices.

## Trayectoria
A fines de 1986 el empresario Omar Chabán las contrata para trabajar en la discoteca Cemento, donde realizarían una función cada sábado. El espectáculo se denominó “Gambas al ajillo, varietté posmoderno”.
En el verano de 1987 son contratadas durante un mes por el Centro Cultural Rojas. 
También en 1987, en el Parakultural, presentan la performance “Qué calor”, donde aparecían vestidas de monjas y de pronto se desvestían para quedar sólo en traje de dos piezas. 
En la performance “Mujeres maltratadas” Gabin hacía el papel de una fan de rock que aparecía en escena con su rostro cubierto de moretones y con ojeras remarcadas, entraba fumando un cigarrillo y cantando en tono grave.  Mientras Flechner y Markert cantaban “Dame más” usando unos guantes de boxeo.
Realizaron también sus performances en las discotecas Paladium y New York City.
En 1989 se presentaron con un nuevo integrante, Miguel Fernández Alonso, en el Teatro Empire con el espectáculo “La debacle show”, cuya dirección y puesta en escena estuvo a cargo de Antonio Gasalla.
El éxito del Teatro Empire las llevaría a presentarse en el Teatro Colon de Mar de Plata, en 1991, pero allí el resultado fue el fracaso. Por esta razón tomarían la decisión de separarse temporalmente, separación que duró un lapso de cuatro años.
A su regreso presentaron “Las Gambas Gauchescas” en el Teatro Maipo, pero ya sin Llinás ni Fernández Alonso; luego de lo cual, por diferencias personales y artísticas, se separaron definitivamente.
En 2001, María José Gabín publicaría el libro Las indepilables del Parakultural: biografía no autorizada de Gambas al Ajillo.
En 2002, vuelven a aparecer juntas para presentar el espectáculo Monólogos de la vagina en el Paseo La Plaza.